# Партия социальной справедливости (Сомали)
Партия социальной справедливости (сомал. Xisbiga Caddaaladda Bulshada) — сомалийская политическая партия левого толка. Основана в 2014 году бывшим мэром Могадишо Мохамедом Нуром. Основная цель создания этой партии — способствовать справедливости, единству и способствовать развитию и восстановлению страны.
В мае 2015 года в Швеции открылась штаб-квартира партии.
По состоянию на январь 2016 года у партии нет офиса в Могадишо, поскольку «в городе нет безопасности, и не хочется быть целью».